# Archiacanthocephala
Archiacanthocephala is een klasse binnen de haakwormen (Acanthocephala).

## Taxonomie
De ordes, families en geslachten van de Archiacanthocephala zijn:
- Orde Apororhynchida
  - Familie Apororhynchidae
    - Geslacht Apororhynchus
- Orde Gigantorhynchida
  - Familie Giganthorhynchidae
    - Geslacht Gigantorhynchus
    - Geslacht Mediorhynchus
- Orde Moniliformida
  - Familie Moniliformidae
    - Geslacht Echinorhynchus
    - Geslacht Moniliformis
    - Geslacht Promoniliformis
- Orde Oligacanthorhynchida
  - Familie Oligacanthorhynchidae
    - Geslacht Echinorhynchus
    - Geslacht Macracanthorhynchus
    - Geslacht Neoncicola
    - Geslacht Nephridiorhynchus
    - Geslacht Oligacanthorhynchus
    - Geslacht Oncicola
    - Geslacht Pachysentis
    - Geslacht Prosthenorchis
    - Geslacht Tchadorhynchus